# アイ・シー・ファイア
「アイ・シー・ファイア」（"I See Fire"）は、イングランドのシンガーソングライターのエド・シーラン作詞・作曲・歌唱による楽曲である。2013年の映画『ホビット 竜に奪われた王国』のエンド・クレジットで使用され、同作のサウンドトラック盤にも収録された。全英シングルチャートでは最高13位となり、またニュージーランドでは1位を獲得した。
『ホビット』の監督であるピーター・ジャクソンによって選ばれたシーランは作品を鑑賞して曲を執筆し、同じ日に録音を行った。2013年11月5日にデジタル・ダウンロードにより発売され、また同日にミュージックビデオも公開された。サテライト賞では主題歌賞にノミネートされた。

## 背景
ピーター・ジャクソンは2013年初頭に娘のケイティを通じてシーランを知り、彼がニュージーランドでツアーをしている際に会った。『竜に奪われた王国』のエンドクレジットの曲を担当するアーティストを探していたジャクソンとプロデューサー・脚本家のフラン・ウォルシュは、娘の勧めもあり、シーランへの依頼を決めた。『ホビットの冒険』はシーランが初めて読んだ本であり、彼はトールキンとジャクソンの作品の両方のファンであった。

## 発売
「アイ・シー・ファイア」は2013年11月5日にウォータータワー・ミュージックとデッカ・レコードよりiTunesで発売された。2013年12月10日に発売された『ホビット 竜に奪われた王国』のサウンドトラックにも収録された。

## ライブパフォーマンス
2014年2月7日、テイラー・スウィフトのレッド・ツアーのベルリン公演の際に彼女と共に歌った。

## トラックリスト
| #  | タイトル       | 作詞 | 作曲・編曲 | 時間 |
| -- | -------------- | ---- | ---------- | ---- |
| 1. | 「I See Fire」 |      |            | 5:00 |

## クレジットとパーソネル
- エド・シーラン - リード、バックコーラス、ギター、ヴァイオリン、ミキシング
- ナイジェル・コリンズ - チェロ
- ピート・コビン - ミキシング
- クリスティ・ウォーリー - ミキシング
- マイルズ・ショーウェル - マスターレッド[6][7]

## チャート及び認定
| チャート（2013年）                       | 最高 順位 |
| ---------------------------------------- | --------- |
| オーストラリア (ARIA)                    | 6         |
| オーストリア (Ö3 Austria Top 40)         | 6         |
| ベルギー (Ultratop 50 Flanders)          | 15        |
| ベルギー (Ultratip Wallonia)             | 2         |
| カナダ (Canadian Hot 100)                | 21        |
| デンマーク (Tracklisten)                 | 3         |
| フィンランド (Suomen virallinen lista)   | 5         |
| フランス (SNEP)                          | 72        |
| ドイツ (GfK Entertainment charts)        | 2         |
| ハンガリー (Single Top 40)               | 9         |
| アイルランド (IRMA)                      | 8         |
| オランダ (Dutch Top 40)                  | 25        |
| オランダ (Single Top 100)                | 13        |
| ニュージーランド (Recorded Music NZ)     | 1         |
| ノルウェー (VG-lista)                    | 1         |
| Philippines (Top 30 Philippines)         | 1         |
| スコットランド (Official Charts Company) | 12        |
| スペイン (PROMUSICAE)                    | 47        |
| スウェーデン (Sverigetopplistan)         | 1         |
| スイス (Schweizer Hitparade)             | 2         |
| UK シングルス (OCC)                      | 13        |

| 国/地域                                             | 認定     | 認定/売上数 |
| --------------------------------------------------- | -------- | ----------- |
| オーストラリア (ARIA)                               | Gold     | 35,000^     |
| ニュージーランド (RMNZ)                             | Platinum | 15,000*     |
| * 認定のみに基づく売上数 ^ 認定のみに基づく出荷枚数 |          |             |

### 受賞とノミネート
| 年   | 賞           | 部門     | 作品                     | 結果   |
| ---- | ------------ | -------- | ------------------------ | ------ |
| 2013 | サテライト賞 | 主題歌賞 | 「アイ・シー・ファイア」 | 未決定 |

## 発売史
| 地域   | 発売日        | フォーマット           | レーベル                                         |
| ------ | ------------- | ---------------------- | ------------------------------------------------ |
| 全世界 | 2013年11月5日 | デジタル・ダウンロード | ウォータータワー・ミュージック、デッカ・レコード |